# Viola inconspicua
Viola inconspicua Blume – gatunek roślin z rodziny fiołkowatych (Violaceae). Występuje naturalnie na Mauritiusie, w północno-wschodnich Indiach, Mjanmie, Wietnamie, Malezji, Indonezji (na Jawie), na Filipinach, w Chinach (a prowincjach Anhui, Fujian, Guangdong, Kuejczou, Hajnan, Hubei, Hunan, Jiangsu, Syczuan, Junnan i Zhejiang, a także regionie autonomicznym Kuangsi), na Tajwanie oraz w Japonii. 

## Morfologia
PokrójBylina dorastająca do 2 cm wysokości, tworzy kłącza.
LiścieBlaszka liściowa ma owalnie trójkątny kształt. Mierzy 1,5–7 cm długości oraz 1–3,5 cm szerokości, jest karbowana lub piłkowana na brzegu, ma oszczepowatą nasadę i spiczasty wierzchołek. Ogonek liściowy jest nagi i ma 2–7 cm długości. Przylistki są lancetowate i osiągają 3–5 mm długości.
KwiatyPojedyncze, wyrastające z kątów pędów. Mają działki kielicha o owalnie lancetowatym kształcie i dorastające do 4–7 mm długości. Płatki są podługowato odwrotnie jajowate i mają purpurową barwę oraz 7–9 mm długości, dolny płatek jest odwrotnie jajowaty, mierzy 10-12 mm długości, posiada obłą ostrogę o długości 2-3 mm.
OwoceTorebki mierzące 8-10 mm długości, o podługowatym kształcie.

## Biologia i ekologia
Rośnie w lasach, na łąkach, brzegach cieków wodnych, polach uprawnych i skarpach. 